# Servei del Pla de la Ciutat
El Servei del Pla de la Ciutat és un departament de l'Institut Municipal d'Informàtica de l'Ajuntament de Barcelona creat amb el nom d'Oficina del Plano Parcelario el desembre del 1925 sota la responsabilitat de l'enginyer Vicenç Martorell i Portas La seva documentació històrica es custodia des del 1995 a l'Arxiu Municipal Contemporani de Barcelona.
El Servei es va crear el 12 de desembre de 1925, amb el nomenament de Vicenç Martorell i Portas com a enginyer cap de l'Oficina del Pla Parcel·lari. Amb la reorganització del servei va passar a ser cap de l'agrupació de serveis tècnics d'enginyeria i arquitectura (30 de setembre de 1932) i director de serveis tècnics del Departament d'Urbanització i Obres (16 de desembre de 1936), així com director de l'Agrupació de Serveis d'Urbanització i Obres el 1938, fins a la seva jubilació el 1949. La llavors unitat operativa del Pla de la Ciutat va desaparèixer com a tal el 1995 com a resultat d'una reorganització interna del Servei d'Informació de Base de l'Àmbit d'Organització i Economia de l'Ajuntament. Des de llavors i fins a l'actualitat, es va integrar a l'Institut Municipal d'Informàtica de Barcelona, del qual forma part com a Departament.

## Història
El 23 de novembre de 1925, l'Ajuntament de Barcelona va nomenar Vicenç Martorell i Portas coordinador de l'incipient servei cartogràfic de la ciutat. La seva tasca era completar amb la inclusió d'informació parcel·laria el plànol a escala 1:5.000 que estava duent a terme l'exèrcit espanyol a través de la Brigada Topogràfica d'Enginyers, ampliat a 1:500. Martorell, que havia estat cap d'aquesta brigada militar, i alguns dels seus col·laboradors en aquesta brigada, van esdevenir el nucli del servei cartogràfic municipal, per al qual l'Ajuntament va crear el cos especial de geòmetres, que reunien característiques de topògraf i delineant, de manera que podien efectuar els càlculs de camp i dibuixar-los al plànol.
Els treballs per elaborar el plànol 1:200 i l'1:500, conegut com a Plànol Magistral, ja que va ser la base de tota la resta de plànols que va fer el Servei, van iniciar-se el 1926 i van finalitzar 10 anys més tard, tot i que una part del terme —la muntanya de Santa Creu d'Olorda i el Port Franc— no s'havien cartografiat.
A partir del plànol 1:500, el Servei del Pla va anar elaborant altres plànols a diferents escales. Els més rellevants són: Barcelona 1:10.000, 1929; Barcelona, Servicio Topográfico del Ayuntamiento 1: 5.000, 1930-1940; Barcelona 1:10.000 diverses edicions.
A la funció bàsica de crear els mapes de la ciutat, al Servei del Pla de la Ciutat s'hi van anar afegint altres tasques complementàries que, segons el Reglamento de Servicios Municipales de Ingeniería y Arquitectura, eren: aixecament i conservació del plànol topogràfic de la ciutat i extensions, a escala 1:5.000; publicació del plànol a escales diverses; subministrament de plànols topogràfics i de detall als altres serveis i al públic mitjançant les taxes corresponents; guia de Barcelona pel que fa a plànols i nomenclàtor de carrers; informació referent a les zones d'interior i eixample; informació sobre la situació de finques, camins, torrents, etc.; informació general respecte a parcel·lacions i sobre finques i parcel·les antigues, camins, torrents i rieres desaparegudes; formació de l'estadística parcel·lària i plans parcel·laris; determinació dels límits dels terme municipal i la seva gestió t; registre, arxiu i informació general sobre alineacions, rasants i urbanitzacions aprovades; formació i conservació al dia d'un plànol d'alineacions oficials; senyalització sobre el terreny de les alineacions i rasants i parcel·les expropiades o venudes per l'Ajuntament; retolació de carrers; registre, arxiu i formació de projectes de numeració; informació sobre noms de carrers, també en relació amb numeracions antigues i modernes; informació sobre distàncies dins del terme municipal i informes sobre situació i superfície de finques en expedients d'impostos de solars i de plusvàlua.

### Antecedents. La Brigada Topogràfica d'Enginyers
Tot i que des del mapa topogràfic d'Ildefons Cerdà del 1855 Barcelona era la capital espanyola amb la cartografia municipal més rellevant del segle xix, les annexions dels municipis del Pla del 1897 i el fort i ràpid ritme de creixement de la ciutat van provocar un desfasament amb la producció cartogràfica planimètrica de la ciutat, de manera que a principis del segle XX Barcelona no tenia cap mapa topogràfic actualitzat del municipi.
Per pal·liar la situació, el 1922 l'Ajuntament de Barcelona va demanar permís al Ministeri de la Guerra per poder copiar un mapa que llavors estava aixecant la Brigada Topogràfica d'Enginyers: el Plano de Barcelona y sus contornos a escala 1:5.000 i que abraçava des del Masnou fins al Prat de Llobregat, per una decisió de l'exèrcit espanyol presa el 1919 i que havia de servir per a la defensa marítima de la ciutat. La petició municipal va ser acceptada per una Reial ordre de 6 d'octubre de 1923. Com que aquest mapa no tenia la parcel·lació de les finques, l'Ajuntament es va oferir a incorporar aquesta informació i que així en sortís un document més complet i apte per a més usos. La complexitat de la tasca va obligar l'administració municipal a iniciar els passos per obtenir un servei cartogràfic municipal, el primer dels quals va ser la designació de Vicenç Martorell i Portas com a enginyer en cap de l'Oficina del Plànol Parcel·lari.
El treball de la Brigada Topogràfica d'Enginyers es va fer servir per elaborar diversos productes cartogràfics, civils i militars, com ara el Plano de la zona del Puerto Franco de Barcelona y terrenos adyacentes del 1926 a escala 1:10.000, però el Plano de Barcelona y sus contornos va quedar manuscrit i incomplet. Entre el 1926 i el 1927 se'n van actualitzar alguns fulls i el 1930 el dibuix d'altres, tot i que n'hi va haver que van quedar inacabats, fet que va obligar els tècnics municipals de Barcelona a completar els aixecaments topogràfics de la ciutat i va retardar l'edició dels fulls del plànol municipal a escala 1:2.000. [8]

## Documentació
Formada per documents de gran riquesa informativa pel que fa a l'ordenació del territori, principalment són plànols topogràfics en gran part generats per la brigada de topògrafs d'aquest servei, entre els quals es troba el «Plànol Magistral», a escala 1:200, a partir del qual es van elaborar altres sèries entre les quals destaca la seva reducció a escala 1:500, i d'altres de gran utilitat per conèixer la realitat del territori.

### Agrupació documental
Les agrupacions documentals del Servei del Pla de la Ciutat abracen des del 1925 fins a la dècada del 1990 i estan formades principalment per plànols, però també hi ha fitxers informatius, quaderns estadístics i fotografies aèries. Va ingressar a l'AMCB el 1995 mitjançant transferència.
El volum més gran dels documents té el seu origen en la necessitat, l'any 1925, de formar el plànol parcel·lari de la ciutat de Barcelona i de disposar d'un plànol general de Barcelona que reunís, amb exactitud i actualització, les dades topogràfiques i parcel·laries del terme. També es necessitava una còpia dels treballs duts a terme per la Brigada Topogràfica d'Enginyers de l'exèrcit (Plano de Barcelona y sus contornos), per afegir-hi els interiors de les illes i les dades sobre les finques existents.
La primera de les tasques, doncs, va ser aixecar i confeccionar un plànol parcel·lari de treball a llapis en paper Canson a escala 1:200 (que havia de permetre l'actualització constant de les dades amb informació molt precisa, en part no continguda en cap altra representació); els documents abracen dos períodes: del 1929 al 1940 i del 1941 al 1992.
El segon projecte rau en l'inici del Plànol Magistral definitiu a escala reduïda d'1:500, en paper de tela d'1,00 per 1,00 metre amb un quadrat de 0,80 x 0,80 que correspon al dibuix que inclou les dades que consten en els croquis de camp. En quasi tots els fulls (més de 600) hi ha marcades en color vermell les alineacions oficials aprovades, així com el perímetre de l'illa, els límits de les voreres i els passeigs, l'arbrat, les plaques dels embornals i de la conducció d'aigües, els punts d'electricitat, de tramvies, les fonts, la classe de paviments, les vies dels ferrocarrils, les entrades de metro, etc., i també l'evolució de l'edificació: patis centrals, celoberts i ventilació, caixes d'escala i galeries, el nombre de plantes i l'existència de soterranis, la classe de coberta i l'alçada de l'immoble.
El tercer propòsit va ser iniciar la còpia a escala 1:2.000 de la planimetria que l'exèrcit estava acabant de fer sobre Barcelona, amb expressió de l'interior de les illes que va ser obra dels topògrafs municipals (1928-1933). A més de les sèries principals del Parcel·lari, el conjunt documental del Pla de la Ciutat presenta també cartografia base recopilada amb finalitat informativa (plànols i projectes d'urbanització d'antics municipis del Pla annexionats a Barcelona...); així permet l'expressió de la realitat parcel·lària i l'activitat constructiva en el conjunt del terme de Barcelona.
Altres plànols, també de gran utilitat i interès, són, per exemple, el Plànol urbà de Barcelona a escala 1:2.000 (anys 1930-1933), el Plànol del nucli antic a escala 1:5.000 amb el detall parcel·lari de les finques i la numeració d'aquestes (1943), els plànols parcel·laris a escala 1:2.000, amb les mateixes característiques que el Magistral, amb indicació de parcel·les i solars amb constància del nom d'alguns propietaris (1929-1930), els plànols Galtier (1970) i els plànols UTM per unificar la cartografia amb format internacional (dècada dels anys 1990).
Pel que fa a la resta de la documentació, hi ha quaderns de càlculs de poligonals, coordenades i triangulacions; quaderns d'aixecaments topogràfics amb inclusió d'itineraris; fotos aèries; fitxers de registre de finques, de solars, d'expropiacions i de patrimoni i quaderns d'estadística valorada de solars.